# Juan Diego Ospina
Juan Diego Ospina Gómez (Yarumal, Antioquia, Colombia; 18 de junio del 2001) es un futbolista colombiano. Juega como volante ofensivo  y su equipo actual es el Club Deportivo Victoria de la Liga Nacional de Honduras.

## Trayectoria

### Inicios
Tuvo sus inicios en el fútbol en las divisiones menores del Independiente Medellín, donde logró destacarse como un jugador muy dinámico y con muy buena técnica. Hizo parte también de la Selección de fútbol de Antioquia, con la que logró el Campeonato Nacional Masculino Juvenil en el 2018.

### Independiente Medellín
Gracias a sus destacadas actuaciones en las divisiones menores, para el primer semestre de 2020 fue ascendido por el entrenador Aldo Bobadilla al primer equipo.

## Clubes
| Club                   | País      | Año           | Partidos | Goles |
| ---------------------- | --------- | ------------- | -------- | ----- |
| Independiente Medellín | Colombia  | 2020 - 2021   | 10       | 0     |
| CA Brown               | Argentina | 2022          | 0        | 0     |
| Real Cartagena         | Colombia  | 2023          | 15       | 3     |
| Tauro FC               | Panamá    | 2024          | 12       | 2     |
| CD Victoria            | Honduras  | 2024-presente | 0        | 0     |

## Palmarés

### Torneos nacionales
| Título           | Club                   | País     | Año    |
| ---------------- | ---------------------- | -------- | ------ |
| Copa Colombia    | Independiente Medellín | Colombia | 2020   |
| Primera División | Tauro FC               | Panamá   | 2024-A |